# Finale della Coppa WSE 2023-2024
La finale della 6ª edizione della Coppa WSE si è disputata il 24 aprile 2024 al Poliesportiu Les Comes di Igualada, in Spagna, tra gli italiani del Follonica e gli spagnoli dell'Igualada.
Essa è stata vinta dall'Igualada per 4-2, al primo successo nella competizione. 

## Le squadre
| Squadre   | Partecipazioni precedenti (il grassetto indica la vittoria) |
| --------- | ----------------------------------------------------------- |
| Follonica | 2005, 2022                                                  |
| Igualada  | 1989, 1992                                                  |

## Tabellino
| Arbitri: | Pedro Figueiredo Joaquim Pinto |

|                         |           |                                      |
| D. Banini 43'47" 45'01" | Marcatori | 8'03" 18'31" 24'54" 39'50" N Cervera |

| Follonica    |    |                   |
|              |    |                   |
| P            | 29 | Leonardo Barozzi  |
| D            | 5  | Davide Banini     |
| D            | 7  | Federico Pagnini  |
| A            | 9  | Marco Pagnini     |
| D            | 75 | Fernando Montigel |
| D            | 4  | Federico Buralli  |
| D            | 15 | Francesco Banini  |
| A            | 49 | Mattia Maldini    |
| A            | 57 | Oscar Bonarelli   |
| P            | 11 | Marco Mugnaini    |
| Allenatore:  |    |                   |
| Sérgio Silva |    |                   |

| Igualada    |    |                  |
|             |    |                  |
| P           | 1  | Guillem Torrents |
| D           | 2  | Nil Cervera      |
| D           | 4  | Gerard Riba      |
| A           | 32 | Marc Carol       |
| D           | 74 | Aleix Marimon    |
| A           | 7  | Marc Rouze       |
| A           | 9  | Oriol Llenas     |
| A           | 19 | Cesar Vives      |
| A           | 22 | Roger Bars       |
| P           | 10 | Jaume Marqués    |
| Allenatore: |    |                  |
| Marc Alsina |    |                  |